# Conus lobitensis
Espèce
Conus lobitensis est une espèce de mollusques gastéropodes marins de la famille des Conidae.
Comme toutes les espèces du genre Conus, ces escargots sont prédateurs et venimeux. Ils sont capables de « piquer » les humains et doivent donc être manipulés avec précaution, voire pas du tout.

## Distribution
Cette espèce marine est présente dans l'océan Atlantique au large de l'Angola.

## Taxinomie

### Publication originale
L'espèce Conus lobitensis a été décrite pour la première fois en 1977 par la malacologiste américaine Sally Diana Lee Kaicher (d) dans « Card catalogue of world-wide shells »,.

### Synonymes
- Conus (Lautoconus) lobitensis Kaicher, 1977 · appellation alternative
- Varioconus lobitensis (Kaicher, 1977) · non accepté